# Marcel Rodríguez-López

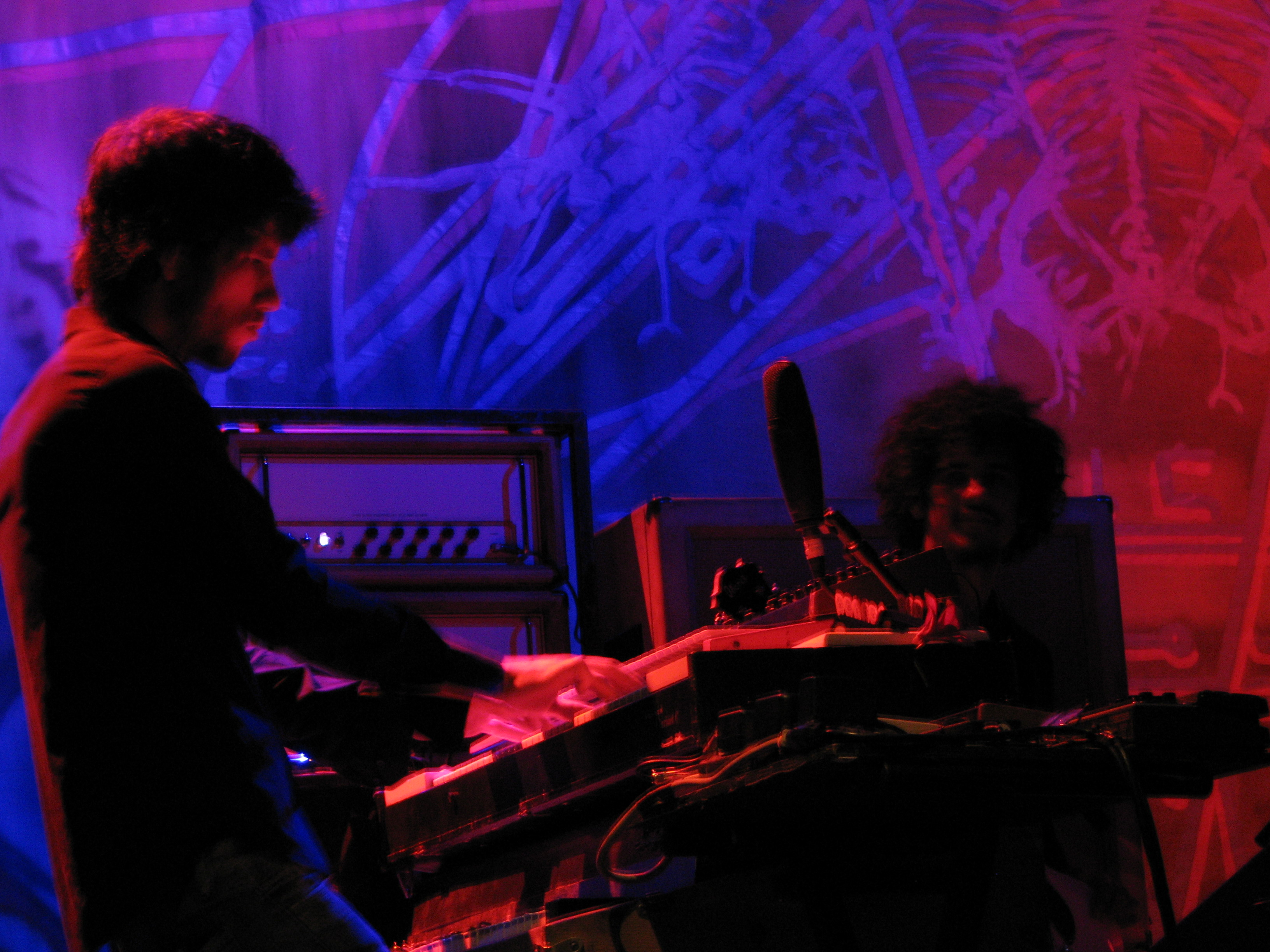
Marcel Rodríguez-López

Marcellus (Marcel) Rodríguez-López (Bayamón, 29 september 1983) is een Puerto Ricaans muzikant die verschillende instrumenten bespeelt: conga, drums en bekkens, toetsinstrumenten, sambaballen en shekere.

## Loopbaan
Rodríguez speelt in The Mars Volta en het Omar Rodríguez-López Quintet, de band van zijn oudere broer Omar Rodríguez-López. In beide bands speelt hij percussie. Hij is ook lid van de band Zechs Marquise uit El Paso in Texas. Eerder speelde hij in Thieves of Always, een band van Ralph Jasso, die ook meespeelde met The Mars Volta op een tournee in 2002.

## Discografie
Met The Mars Volta
- Frances the Mute - 2005
- Scabdates - 2005
- Amputechture - 2006
- The Bedlam in Goliath - 2008
- Octahedron - 2009

Met het Omar Rodriguez-Lopez Quintet
- Omar Rodriguez